# CGA
Color Graphics Adapter (CGA), je predstavljen 1981, bio je IBM-ova prva kolorna grafička kartica (ispočetka prodana pod imenom "Color/Graphics Monitor Adapter"), i prvi računalni standarni zaslon u boji za IBM PC.

## Povijest
Kada je IBM predstavio svoj PC 1981, CGA standard, iako predstavljen u isto vrijeme, je bio korišten relativno malo ispočetka. Veći dio ljudi kupili su IBM PC kao poslovno računalo, a ne kao računalo za igre, a zasloni u boji bili su jednako skupi kao i cijena cijelog sistem. Stoga, većina PC kupaca odlučivali su se za jeftinije samo tekstualno MDA (monokromatski zaslonski adapter) umjesto CGA.  Kada je 1982 došlo je do predstavljanja Hercules grafičke kartice, koja je nudila samo monochromatsku grafiku u većoj rezoluciji od CGA kartica i bila je bolje kompatibilna s MDA, dodatno potkopavaći CGA kartice u tržišnom udijelu. Stvari su se promijenile 1984 kada je IBM predstavio PC AT i Enhanced Graphics Adapter (EGA). Uz ovaj potez, cijena starijih CGA kartica značajno se smanjila; postale su sada atraktivne za jefinija računala pa je CGA postala popularna kartica kod proizvođaća kompatibilnih računala. Zbog popularnosti IBM PC računala i skupe cijene IBM PC AT, računala s CGA grafičkim karticama postale su popularne za mnoge tvrtke koje su proizvodila računarske igre. CGA-ova popularnost počela je slabiti nako što su VGA i EGA kartice se došle na tržište 1987. godine.

## Tehnička svojstva
Standardna IBM CGA grafička kartica je bila opremljena sa 16 kilobajta video memorije. CGA kartica mogućava i sadrži nekoliko grafičkih i tekstualnih modova:
- Grafički modovi
  - 640×200 (16 boja)
  - 320x200 (16 boja)

- Tekstovni modovi
  - 40x25 (16 boja)
  - 80x40 (16 boja)

Najveća rezolucija je bila 640×200,  i najveći raspon boja podržan je bio 4-bit (16 boja). Najbolji poznat mod, korišten u većini CGA igra, prikazivalo je 4-bojnu grafiku na rezoluciju od 320×200.  Dok 4-bojni zaslon je općenito smatran granicom za grafike na CGA-u, postojali su nekoliko načina (neki službeni, a neki ne) da se prikaže više boja.

### Spojnica
Color Graphics Adapter rabio je standnu DE-9 spojnicu.
| Iglica | Uloga                    |
| ------ | ------------------------ |
| 1      | Uzemljenje               |
| 2      | Uzemljenje               |
| 3      | Crvena                   |
| 4      | Zelena                   |
| 5      | Plava                    |
| 6      | Jačina                   |
| 7      | Rezervirano              |
| 8      | Vodoravna sinkronizacija |
| 9      | Okomita sinkronizacija   |

### Signali
| Vrsta                 | Digital, TTL             |
| Razlučivost           | 640h × 200v, 320h × 200v |
| Vodoravna frekvencija | 15.75 kHz                |
| Okomita frekvencija   | 60 Hz                    |
| Boja                  | 16                       |